# 엠브라에르

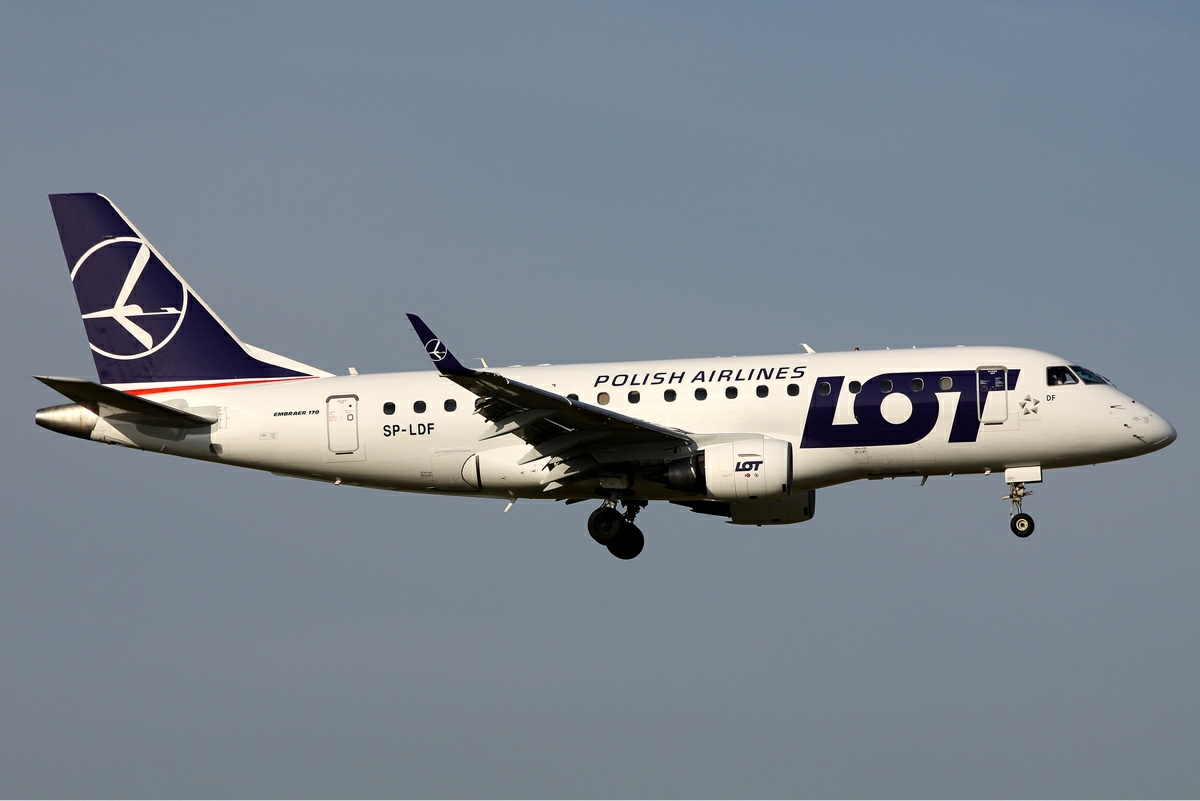
LOT 폴란드 항공의 엠브라에르 ERJ-700LR

엠브라에르(포르투갈어: Embraer IPA: [ẽbɾaˈɛɾ] NYSE: ERJ)는 1969년에 창립한 브라질의 항공기 제작 회사다. 브라질 최대의 수출 기업이며 2000년대에 들어와 급성장하고 있는 기업이다. 주로 민간용 중소형 여객기를 만들며, 본사는 상파울루 동쪽의 상조제두스캄푸스에 있다.

## 역사
상업용 항공기 제작 업체 중 납품 대수로는 보잉과 에어버스에 이어 세계 3위이다. 종업원 수로는 세계 4위이며, 이는 보잉, 에어버스, 봄바디어 바로 다음에 위치한다.
2018년 7월 5일에 미국 보잉과 리지널 제트기 사업을 합작하는 내용의 합의를 발표하였다. 조인트벤처의 80%는 보잉이 가지기로 합의했으나 2020년 4월 25일 미국 보잉과 리지널 제트기 사업이 무산되면서 계약이 전면 취소되었다.
2023년 12월 6일, 대한민국 공군 대형수송기 제2차 사업에 KC-380 모델로 계약을 체결하였다.

## 제작 기종

#### 상용(상업용) 항공기
- 엠브라에르 EMB 110 Bandeirante: 15-21인승 쌍발 터보프롭
- 엠브라에르 EMB 120 Brasilia: 30인승급 쌍발 터보프롭
- 엠브라에르 EMB 121 Xingu: 8-9인승 쌍발 터보프롭
- 엠브라에르/FMA CBA 123 Vector: 19인승 쌍발 터보프롭
- 엠브라에르 ERJ 145 family: 37-50인승 쌍발 터보팬
  - 엠브라에르 ERJ 135: 37인승,1750 nm(2800 km)의 항속거리를 가진 쌍발 터보팬 항공기.탑재엔진은 RR AE3007이다.
  - 엠브라에르 ERJ 140: 44인승,1650 nm(2640 km)의 항속거리를 가진 쌍발 터보팬 항공기.탑재엔진은 RR AE3007이다.
  - 엠브라에르 ERJ 145: 50인승,1550 nm(2480 km)의 항속거리를 가진 쌍발 터보팬 항공기.탑재엔진은 RR AE3007이다.
  - 엠브라에르 ERJ 145 XR: 50인승,2000 nm(3200 km)의 항속거리를 가진 쌍발 터보팬 항공기.탑재엔진은 RR AE3007이고,윙렛을 달아 항속거리를 증대시켰다.
- 엠브라에르 E-Jets: 78-118인승 쌍발 터보팬
  - 엠브라에르 170: 70~80인승,2100 nm(3360 km)의 항속거리를 가진 쌍발 터보팬 항공기.탑재엔진은 GE CF34-8E이다.
  - 엠브라에르 175 :78~88인승,2000 nm(3200 km)의 항속거리를 가진 쌍발 터보팬 항공기.탑재엔진은 GE CF34-8E이다.
  - 엠브라에르 190 :98~114인승,2400 nm(3840 km)의 항속거리를 가진 쌍발 터보팬 항공기.탑재엔진은 GE CF34-10E이다.
  - 엠브라에르 195 :108~122인승,2200 nm(3520 km)의 항속거리를 가진 쌍발 터보팬 항공기.탑재엔진은 GE

CF34-10E이다.

#### 군용 항공기
- - 엠브라에르 EMB 314 슈퍼 투카노 :2인승 경공격기. 600여대 이상 판매된 EMB 312를 기반으로 설계되었다. 탑재엔진은 프랫&휘트니 PT6A-68C. 1,600마력 터보프롭 엔진이다.